# صبره (غزه)
صبره یک منطقهٔ مسکونی در غرب غزه است. این سازمان در دوره قیمومیت فلسطین در فلسطین تأسیس شد. این بنا شامل نشان شهرداری شهر است که در دهه ۱۹۳۰ در جنوب خیابان عمر مختار ساخته شده است. یک مرکز بهداشت اونروا در این محله واقع شده است.
در طول جنگ غزه، نیروهای دفاعی اسرائیل ده‌ها فلسطینی را در این محله کشتند.